# Hashem Beikzadeh
Mohammad-Hashem Beikzadeh est un footballeur iranien né le 22 janvier 1984 à Chiraz. Il évolue au poste de défenseur. 

## Carrière
- 2004-2008 : Fajr Sepassi ( Iran)
- 2008-2010 : Esteghlal Téhéran ( Iran)
- 2010-2012 : Sepahan Ispahan ( Iran)
- 2012-201. : Esteghlal Téhéran ( Iran)

## Palmarès
- Championnat d'Iran : 2009, 2011, 2012, 2013